# Lia Francesca Morandini
Lia Francesca Morandini (...) è una costumista italiana.

## Biografia
Ha iniziato la sua attività nel campo cinematografico nel 1973 come assistente di Marisa D'Andrea. Ha collaborato con importanti registi tra cui Marco Bellocchio, Nanni Moretti, Dario Argento, Mario Monicelli e Florestano Vancini. A partire dal 1978 si è occupata della gestione e organizzazione del Teatro Politecnico di Roma e dal 1988 dell'organizzazione e della gestione del Cinema Politecnico.
Nel 1985 ha collaborato al soggetto del film La donna del traghetto di Amedeo Fago con cui nel 1992 ha realizzato come produttrice esecutiva il film Tra due risvegli di cui è anche autrice del soggetto. Nel 1997 ha collaborato alla sceneggiatura e alla produzione del film Giochi d'equilibrio di Amedeo Fago.
Dal 2004 si occupa dell'organizzazione del "Laura film festival" di Levanto. Nel 2009 ha avuto una nomination per i migliori costumi con il film tv Caravaggio.

## Filmografia
- Movie Rush - La febbre del cinema, regia di Ottavio Fabbri (1975)
- Brogliaccio d'amore, regia di Decio Silla (1975)
- Allegro non troppo, regia di Bruno Bozzetto (1975)
- Antonio Gramsci - I giorni del carcere, regia di Lino Del Fra (1976)
- Noccioline a colazione, regia di Mario Orfini (1976)
- Giallo televisivo, regia di Salvatore Maira (1976)
- La vita di Rossini, regia di Giovanni Fago (1978)
- La vita di Mascagni, regia di Aldo Lado (1978)
- Il giorno dei cristalli, regia di Giacomo Battiato (1978)
- L'arma, regia di Pasquale Squitieri (1979)
- La vela incantata, regia di Gianfranco Mingozzi (1979)
- Il pap'occhio, regia di Renzo Arbore (1980)
- Salto nel vuoto, regia di Marco Bellocchio (1980)
- Ehrengard, regia di Emidio Greco (1980)
- Gli occhi, la bocca, regia di Marco Bellocchio (1981)
- Sogni d'oro, regia di Nanni Moretti (1981)
- La città di Miriam, regia di Aldo Lado (1982)
- Bianca, regia di Nanni Moretti (1983)
- La donna del traghetto, regia di Amedeo Fago (1985)
- La messa è finita, regia di Nanni Moretti (1985)
- Tre giorni ai tropici, regia di Tommaso Dazzi (1986)
- Remake, regia di Ansano Giannarelli (1986)
- Sotto il ristorante cinese, regia di Bruno Bozzetto (1986)
- Opera, regia di Dario Argento (1986)
- L'appassionata, regia di Gianfranco Mingozzi (1986)
- Donna d'ombra, regia di Luigi Faccini (1987)
- Una madre, regia di Franco Giraldi (1987)
- Il frullo del passero, regia di Gianfranco Mingozzi (1988)
- La bugiarda, regia di Franco Giraldi (1989)
- Il male oscuro, regia di Mario Monicelli (1989)
- Bankomatt, regia di Villi Hermann (1989)
- La vita che ti diedi, regia di Gianfranco Mingozzi (1990)
- L'alba, regia di Citto Maselli (1990)
- Una storia semplice, regia di Emidio Greco (1991)
- Solo per dirti addio, regia di Sergio Sollima (1991)
- L'uomo dal fiore in bocca, regia di Marco Bellocchio (1992)
- Il sogno della farfalla, regia di Marco Bellocchio (1993)
- Un mese al lago, regia di John Irvin (1994)
- La sindrome di Stendhal, regia di Dario Argento (1995)
- Donna, regia di Gianfranco Giagni (6 puntate Rai, 1996)
- Un caso d'amore, regia di Riccardo Sesani (1996)
- Il caso Bebawi, regia di Valerio Jalongo (1996)
- Il nostro piccolo angelo, regia di Andrea e Antonio Frazzi (1997)
- Don Milani - Il priore di Barbiana, regia di Andrea e Antonio Frazzi, 2 puntate Rai (1997)
- Giochi d'equilibrio, regia di Amedeo Fago (1997)
- Vite in sospeso, regia di Marco Turco (1997)
- Torniamo a casa, regia di Valerio Jalongo, 2 puntate Rai (1998)
- Milonga, regia di Emidio Greco (1998)
- Il gioco, regia di Claudia Florio (1999)
- Un amore, regia di Gianluca Maria Tavarelli (1999)
- La regina degli scacchi, regia di Claudia Florio (1999)
- Almost Blue, regia di Alex Infascelli (2000)
- Qui non è il paradiso, regia di Gianluca Maria Tavarelli (2000)
- Il lato oscuro, regia di Gianpaolo Tescari (2000)
- Laguna, regia di Denis Berrys (2001)
- L'amore di Marja, regia di Anne Riitta Ciccone (2001)
- Tutti i sogni del mondo, regia di Paolo Poeti, 4 puntate Rai (2002)
- Pontormo, regia di Giovanni Fago (2002)
- Amorfù, regia di Emanuela Piovano (2002)
- Nema problema, regia di Giancarlo Bocchi (2002)
- È già ieri, regia di Giulio Manfredonia (2003)
- E ridendo l'uccise, regia di Florestano Vancini (2003)
- Chiamami Salomè, regia di Claudio Sestieri (2005)
- Antonio, guerriero di Dio, regia di Antonello Belluco (2005)
- Caravaggio, regia di Angelo Longoni (2006)
- K. il bandito, regia di Martin Donovan (2006)
- Pane e libertà, regia di Alberto Negrin (2007)
- Un amore di strega, regia di Angelo Longoni (2008)
- L'uomo che verrà, regia di Giorgio Diritti (2009)
- Viola di mare, regia di Donatella Maiorca (2009)
- C'era una volta la città dei matti..., regia di Marco Turco (2010)
- Rita Levi Montalcini, regia di Alberto Negrin - film TV (2020)
- Per il mio bene, regia di Mimmo Verdesca (2024)